# Диоцез Стренгнеса

Герб диоцеза Стренгнеса

Расположение диоцеза Стренгнеса

Диоцез Стренгнеса — диоцез Церкви Швеции. Он был основан в XII веке англосаксонским миссионером Святым Эскилем. Кафедральным собором диоцеза является Кафедральный собор Стренгнеса; включает 62 прихода. С 2015 года епископом является Юхан Далман.

## История
Диоцез состоит из двух провинций Нерке и Сёдерманланд (за исключением восточной части Сёдерманланда, которая принадлежит Стокгольмскому лену и диоцезу Стокгольма).
Епархия была первым латинско-католическим суффраганом в то время датской епархии Лунда, которая в 1104 году была возведена в архиепархию и стала главным диоцезом всей Скандинавии. С 1164 года Стренгнес стал суффраганом шведского архиепископа Уппсальского. 

## Епископы после Реформации
- Ботвид Сунессон 1536—1555
- Эрикус Николай Блэк 1557—1561
- Ботвид Сунессон 1561—1562
- Николай Олауй 1563—1585
- Петрус Йонае 1586—1607
- Петрус Кенисиус, 1608—1609
- Лаврентиус Паулин Гот 1609—1637
- Лаврентиус Олай Валлиус 1637—1638
- Якоб Йоханнис Зеброзинтиус 1639—1642
- Иоганн Маттиа 1643—1664
- Эрик Габриэльссон Эмпорагрий 1664—1674
- Кэролус Литман 1674—1686
- Эрик Бенцелиус Старший 1687—1700
- Йоханнес Билберг 1701—1717
- Даниэль Норлинд 1717—1728
- Даниэль Лундиус 1731—1747
- Эрик Алстрин 1749—1762
- Якоб Серениус 1763—1776
- Карл Йеспер Бенцелиус 1776—1793
- Стефан Инсулин 1793—1803
- Юхан Адам Тингстадиус 1803—1827
- Пер Тизелий 1829—1838
- Ханс Олов Холмстрем 1839—1852
- Туре Аннерштедт 1852—1880
- Адам Теодор Стрёмберг 1881—1889
- Уддо Лехард Ульман 1889—1927
- Сэм Стаденер, 1927—1933
- Густав Аулен 1933—1952
- Дик Хеландер 1952—1954
- Госта Лундстрем 1955—1972
- Оке Кастлунд 1972—1982
- Торд Симонссон 1982—1989
- Йонас Йонссон 1989—2005
- Ханс-Эрик Нордин 2005—2015
- Юхан Далман 2015—н. в.